# Goran Grbović
Goran Grbović (in serbo Горан Грбовић?; Kruševac, 9 febbraio 1961) è un ex cestista jugoslavo.

## Carriera
Con la Jugoslavia ha disputato due edizioni dei Campionati europei (1983, 1987).

## Palmarès
- YUBA liga: 1

Partizan Belgrado: 1986-87